# フューチャー (企業)
フューチャー株式会社(英文社名：Future Corporation)は、1989年11月28日に設立された日本初のITコンサルティングファームであるフューチャーアーキテクト株式会社を傘下に置く持株会社。

## 会社概要
ITエンジニアが創業したという経緯から、フューチャーグループ全体としてITに強みを持ち、ITを武器とした課題解決型のコンサルティングサービスを主な方向性としている。受注する案件は業務システム領域が多い。創業者は金丸恭文で、アートヴィレッジ大崎セントラルタワーに本社を置く。傘下の企業は東京カレンダーなどの一部を除いてBusiness to Business（BtoB）企業が占めている。日本ハンドボールリーグのトップチームであるジークスター東京のオーナーでもあるなど、「IT×Sports」のビジネスモデルの創出も行っている。ITコンサルティングを軸としつつも、新規事業創出も活発に行っている。ビッグデータ時代の到来以降、数理最適化や人工知能への対応のためにプログラミングコンテストにも力を入れており、外部のコンテストで上位入賞するようなアルゴリズム人材を多数保有している他に、自社コンテストである「HACK TO THE FUTURE」も開催している。
クライアントの多くは、売上規模1000億円以上の業界最大手が占めており、流通・小売、物流、製造、金融など、多種多様な業界に向けてITによる課題解決型のコンサルティングサービスを提供する。社内では個人の希望を最大限に考慮しプロジェクトとのマッチングを行っており、決まりきったキャリアパスは存在しない。戦略コンサルティング部門として「Strategy Innovation Group（SIG）」が存在するが、殆どの社員は各クライアントに向けた情報システムの開発に従事している。従って、ITスキルが重要視される傾向にある。アルバイトやインターンシップも受け入れている。
入社時までの日商簿記2級の取得が義務付けられている。

### 業界における評価
OpenWork（旧:Vorkers）の総合評価ではコンサルティング業界で25位，システムインテグレーション業界で40位と、各業界中でもかなり高く評価されている。大手企業に成長した後、新入社員の高学歴化も進んでいる。

## 歴史
1985年5月、金丸恭文がロジック・システムズ・インターナショナル在籍時にセブン-イレブン3,000店のPOSシステムを開発し、業界の注目を集めた 。
1999年6月22日の東証一部上場時には、代表の金丸恭文が2年前の1997年にビル・ゲイツから「あなたの会社を買いたい」と買収の勧誘を受けていた事実を公表したことと、株価の初値3,350万円(額面5万円)が各界で話題になった。ビル・ゲイツによる買収を断ったため、金丸恭文は過去に「ビル・ゲイツを袖にした男」と紹介されたことがある。
2020年4月30日、アンジェスと大阪大学が手掛ける新型コロナウイルス感染症（COVID-19）向けDNAワクチン共同開発チームへの参画を表明し、フューチャーの株価が急騰した。

### 沿革
フューチャーグループの企業としての沿革を記載する。
- 1989年11月28日 - 鹿児島県鹿児島市に日本初のITコンサルティングファームとして、フューチャーシステムコンサルティング株式会社設立[19][20]。
- 1990年9月 - 東京都中央区に本社を移転[20]。
- 1992年5月 - 東京都港区に本社を移転[20]。
- 1994年10月 - 東京都品川区に本社を移転[20]。
- 1997年1月 - 米国カリフォルニア州サンタクルーズにFutureArchitect, Inc.を設立[20]。
- 1999年6月22日 - 日本証券業協会に株式を店頭登録。
- 2000年2月
  - 英国ロンドンにFuture System Consulting UK Ltd.を設立[21]。
  - 東京都渋谷区に本社を移転[20]。
- 2002年6月21日 - 東京証券取引所第一部上場。
- 2005年6月 - フューチャーインベストメント株式会社設立[20]。
- 2006年12月 - 株式会社魚栄商店を連結子会社化[22]。
- 2007年1月1日[23]
  - ウッドランド株式会社を吸収合併し、商号をフューチャーアーキテクト株式会社へ変更[24]。
  - 東京都品川区に本社を移転[20]。
- 2009年8月31日 - SGホールディングスと業務・資本提携[25]。
- 2014年7月7日 - 佐川急便のビッグデータ分析基盤を構築[26]。
- 2016年4月1日 - 持株会社制に移行。ITコンサルティング事業全般を新設分割により、新・フューチャーアーキテクト株式会社に承継。持株会社となり商号をフューチャー株式会社へ変更[27]。
- 2016年9月7日 - 傘下のRIパートナーズ有限責任事業組合が保有していた株式会社魚栄商店の全株式を、株式会社スポット（新潟県柏崎市）に譲渡。連結から除外[28]。
- 2019年11月28日 - 会社設立から30周年を迎え、彗星をモチーフにした企業ロゴに変更。
- 2020年1月 - ジークスタースポーツエンターテインメント株式会社を新規設立

## 子会社・関連会社
2025年2月現在、持株会社であるフューチャー株式会社の傘下に存在する子会社・関連会社について述べる。

### 会社一覧

#### ITコンサルティング&サービス事業
- フューチャーアーキテクト株式会社 - 祖業であるITコンサルティングを担う会社
- フューチャーインスペース株式会社 - フューチャーアーキテクト株式会社が完成させたシステムを保守・運用する会社
- FutureOne株式会社 - ソフトウェアパッケージ導入を専門に扱う会社
- 株式会社リヴァンプ - 経営・DX・投資のサービスを用いてクライアントの内製化支援を行う会社
- フューチャーアーティザン株式会社
- フューチャーセキュアウェイブ株式会社 - 日本の未来価値を高めるために、安全安心なセキュリティライフサイクルを提供する会社
- イノベーション・ラボラトリ株式会社 - 新規事業創出のためのコンサルティングファーム

#### ビジネスイノベーション事業
- 株式会社YOCABITO - スポーツ・アウトドア・健康用品および健康食品の販売、企画を行う会社
- 東京カレンダー株式会社
- コードキャンプ株式会社 - テクノロジーの啓蒙から、エンジニア・ビジネスリーダーの育成/輩出する事業を展開する会社
- ライブリッツ株式会社
- ネイロ株式会社 - ゲーム開発会社
- 株式会社キュリオシティ - 1998年にグエナエル・ニコラが日本で創業したデザイン会社

#### その他
- フューチャーインベストメント株式会社
- ジークスタースポーツエンターテインメント株式会社
- Future Global Design Pte.Ltd.   シンガポール

### フューチャーアーキテクト株式会社
フューチャーアーキテクト株式会社（英文社名：Future Architect, Inc.）は東京都品川区大崎に本社を置くITコンサルティングファームで、フューチャーグループの主力事業を担う子会社である。ITを武器とした課題解決型のコンサルティングサービスを提供する。大崎駅近隣のオフィスビルに入居しており、アートヴィレッジ大崎セントラルタワーに入居する本社の他に、ThinkParkTowerや大崎ウエストシティビル内にもオフィスが設けられている。
2016年4月1日に行われた新設分割により、持株会社であるフューチャー株式会社の傘下に、ITコンサルティングファームとしてフューチャーアーキテクト株式会社が設立された。

## テレビコマーシャル
フューチャー株式会社あるいは、その傘下の企業を宣伝するテレビコマーシャルの事例を記載する。
- 2009年 古閑美保(スポンサー契約[31])
- 2012年 加賀崎航太
- 2013年 堀奈津佳(スポンサー契約)
  - 「今日の私をこえるために」篇
  - 「夢をこの手に」篇

## 社名が似ているが無関係な会社
- 東京都品川区戸越に本社を置く株式会社フューチャー[32]
- 東京都台東区西浅草に本社を置く株式会社フューチャー[33]
- 広島県広島市中区中町に本社を置く株式会社フューチャー[34]

- 愛知県名古屋市千種区内山に本社を置く株式会社フューチャーイン[35]

その他にも存在する。